# Comunismo

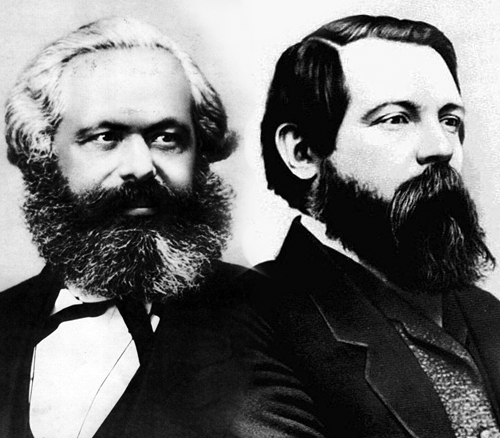
Karl Marx e Friedrich Engels, i principali teorici del socialismo scientifico.

Falce e martello, dai primi anni del XX secolo simbolo internazionale del comunismo di matrice marxista, rappresentano l'unità fra i lavoratori delle città (martello) e quelli delle campagne (falce)

Il comunismo (dal francese communisme, derivato da commun "comune") è l'ampio insieme delle idee economiche, filosofiche, sociali e politiche critiche del sistema capitalista, che puntano al suo superamento per stabilire una società senza classi e basata sulla proprietà sociale dei mezzi di produzione e scambio.
Il comunismo, teorizzato per la prima volta in modo sistematico nel XIX secolo dai due pensatori tedeschi Karl Marx e Friedrich Engels, subì diverse trasformazioni e interpretazioni in base al tempo e al luogo in cui venne rielaborato e in cui ci fu, perlomeno, il tentativo di raggiungerlo. Engels lo definì come "la dottrina delle condizioni della liberazione del proletariato" nei Principi del comunismo del 1847.
All'interno del comunismo coesistono numerose correnti di pensiero come l'anarco-comunismo e il comunismo marxiano. A sua volta, da quest'ultima elaborazione dell'ideologia comunista (la più fortunata a partire dalla seconda metà del XIX secolo) ne sono derivate diverse altre all'interno di movimenti quali il luxemburghismo, il consiliarismo, il comunismo di sinistra, il leninismo, il trockismo, il marxismo-leninismo, lo stalinismo, il maoismo, il castrismo, il revisionismo, il marxismo occidentale.

## Storia del termine
Nonostante l'idea di una società comunista si sia sviluppata fin dall'antichità, i termini socialismo e comunismo sono di origine settecentesca e divengono di uso comune solo con l'affermarsi della Rivoluzione industriale. 
Nonostante ciò, il termine comunismo spesso viene usato per descrivere tutte le teorie, anche antecedenti alla nascita del termine, che prevedono il possesso collettivo dei mezzi di produzione e l'abolizione della proprietà privata. Molte di queste teorie però mancano di alcune caratteristiche del comunismo moderno e contemporaneo, in particolar modo l'assenza di superamento della suddivisione in classi e di egualitarismo.
In questi casi si usano quindi anche termini differenti per marcare questa differenza: si parla di teorie "comunistiche" o di "comunismo ante litteram".
Fino alla pubblicazione del Manifesto del Partito Comunista nel 1848, i termini socialismo e comunismo erano considerati sinonimi e pertanto intercambiabili. Nell'opera, (manifesto pubblico della Bund der Kommunisten, incaricati della stesura inerente al secondo congresso, 29 novembre 8 dicembre 1847) Marx ed Engels operano la suddivisione tra «socialismo utopico» e «socialismo scientifico», che chiamano anche comunismo. Si voleva evidenziare polemicamente le differenze tra le teorie socialiste allora diffuse (Saint-Simon, Fourier, Proudhon e Owen) e quelle della Bund der Kommunisten, che si proponeva di essere scientifica volendosi basare su fatti e leggi, e non su idee od utopie. Nel Manifesto si trova scritto: 
(Karl Marx e Friedrich Engels)
Nonostante queste affermazioni, molti hanno criticato che il socialismo possa essere "scientifico": in particolare Karl Popper, che basa la sua critica sulla non falsificabilità delle teorie socialiste.
In ogni modo il termine comunismo continuò a essere un sinonimo di socialismo per tutto l'Ottocento: basti ricordare che i partiti che prendevano parte alla Seconda internazionale, tutti di ispirazione marxista, venivano tutti denominati socialisti o socialdemocratici. La definitiva separazione dei due termini avvenne per iniziativa di Lenin: nel 1917 il Partito Operaio Socialdemocratico Russo, per evidenziare il distacco tra le posizioni del socialismo riformista e il socialismo rivoluzionario, assunse la denominazione di Partito Comunista Russo. Da allora si definiscono comunisti tutti i partiti di ispirazione rivoluzionaria, mentre socialisti o socialdemocratici si definiscono i partiti sostenitori di un avanzato programma di riforme. Questi ultimi possono rimanere nell'alveo della società capitalistica senza proporsi l'obiettivo di una trasformazione socialista della società oppure promuovere leggi volte a cambiare il sistema sociale da capitalista a socialista.

## Uso del termine
Il termine comunismo è stato variamente interpretato nel corso della storia, spesso portando a situazioni politicamente conflittuali tra differenti visioni dello stesso. Nel senso strettamente politico e di uso attuale il termine è stato impiegato nel XIX secolo come sinonimo di socialismo, anche precedentemente all'utilizzo espresso da Marx. Utilizzato in italiano ed in francese anteriormente al 1800, anche nella stessa lingua tedesca di Marx, kommunismus e communismus venivano usati in maniera affine alla successiva connotazione socialista. In lingua tedesca il termine comunque si eclisserà nei primi decenni del XIX secolo per ricomparire massicciamente intorno alla fine degli stessi anni '30.
Le pratiche comuniste sono presenti nel corso degli eventi della storia umana, ben prima che l'uso del termine privilegiasse l'accezione marxista.
- Per consuetudine moderna è spesso chiamato comunismo la più nota sfera d'influenza marxista, il movimento politico riferito prevalentemente a Karl Marx e Friedrich Engels, e anche a precedenti utopisti o rivoluzionari come Étienne Cabet, François-Noël Babeuf, Henri de Saint-Simon, Charles Fourier, Auguste Blanqui, Filippo Buonarroti.
- Il movimento anarchico ha avuto ed ha come fine una società dai caratteri comunisti, ed il comunismo libertario mette l'accento su tale componente.
- A cavallo tra comunismo anarchico e comunismo primitivo del primo cristianesimo, si situano le forme collettiviste[11] che prendono spunto dagli scritti di Lev Tolstoj, come il Tolstoismo.
- Nel comunismo primitivo, in alcune tradizioni di comunità, ad esempio ebraiche, nella prospettiva escatologica, si puntava ad una giustizia sociale in questo mondo.
- Nel primo cristianesimo, un comunismo di amore venne in una certa misura praticato. Tali premesse vennero riportate in auge da diverse interpretazioni nella dottrina sociale della chiesa, ed in molti movimenti, tra cui la contemporanea teologia della liberazione.
- Tra le pieghe dell'illuminismo francese si erano avuti dei veri esempi di proto-comunismo inteso tale in senso marxista, ad esempio in Jean Meslier e in Morelly, nei quali si teorizzava l'abolizione della proprietà privata, il controllo dello stato sui mezzi di produzione dei beni di consumo, distribuiti al bisogno dallo stato stesso.
- Nel socialismo utopico i tentativi di fornire l'uguaglianza sociale, non solo politica e giuridico di tutte le persone per quanto concerne la proprietà, tradizionalmente considerati dal marxismo irrealizzabili senza l'apporto del Socialismo scientifico.
- Nell'eurocomunismo e nel comunismo riformista, dove i partiti politici europei del secondo novecento hanno interrotto la leadership sovietica, aprendo un percorso indipendente parlamentare al comunismo e forme economiche miste tra privati e proprietà statale dei mezzi di produzione.

Per estensione è quindi chiamato comunismo tout court la sola componente del movimento marxista o al marxismo dichiaratamente ispirantesi, dai molteplici aspetti che ha difeso o, secondo alcuni, travisato le sue precipue premesse storiche. Le correnti di tale movimento hanno quasi sempre preso il nome da capi politici che si sono distinti nelle varie rivoluzioni e/o che hanno apportato contributi teorici (come ad esempio il leninismo o il maoismo).
Per Marx ed Engels il comunismo non era un principio filosofico, una dottrina politica e tanto meno una utopia, ma un divenire della realtà nell'epoca del capitalismo sviluppato:
(Friedrich Engels, Deutsche- Brusseler- Zeitung n. 80 del 7 ottobre 1847.)
(Karl Marx e Friedrich Engels. L'Ideologia tedesca, 1846)
Dopo Marx ed Engels - e almeno fino ai primi tre congressi dell'Internazionale Comunista (1919, 1920, 1921) - le questioni riguardanti il divenire della società comunista furono affrontate dal movimento socialista e comunista secondo criteri autodefiniti scientifici (e Karl Popper, in seguito criticherà sulla base della non falsificabilità la scientificità delle teorie marxiste); tali criteri furono descritti ad esempio da Engels in Il socialismo dall'utopia alla scienza, un capitolo del suo Antidühring elaborato per la pubblicazione in opuscolo. Da quegli anni in poi, le già gravi divergenze all'interno del movimento dei lavoratori di ispirazione socialista si approfondirono e non sarà più possibile parlarne in modo unitario.

## Storia
L'aspirazione a una società egualitaria ha origini assai lontane e ha dato vita nel corso dei secoli a teorie che nel tempo hanno assunto connotazioni e realizzazioni differenti suscitando consensi e critiche di ogni genere.

### Età antica e cristianesimo biblico
L'assiriologo Giovanni Pettinato afferma più volte di scorgere un'organizzazione di tipo socialista e comunista alla base del cosiddetto regno di Ur III fondato da Ur-Nammu e riformato dal figlio Shulgi (terza dinastia di Ur) in Mesopotamia nel 2100 a.C.
Gli Esseni praticavano una vita comunitaria in confraternite, condividevano entrate e spese, stabilirono la proprietà collettiva di terre e pascoli, ignoravano l'accumulo di metalli preziosi, sfruttavano un'economia di sussistenza, scambio fra beni agricoli e opera dei diversi mestieri, non praticavano commercio o navigazione, non praticavano il matrimonio pubblico. Erano noti per gli ideali pacifisti e comunitari, che erano disposti a perseguire anche utilizzando la violenza; avevano perciò la fama di essere dei facinorosi e dei rivoluzionari.
All'inizio della storia della congregazione cristiana vi furono degli episodi particolari di donazione, e quindi condivisione dei propri beni, che vengono spesso ritenuti una sorta di comunismo cristiano. Proponiamo alcuni brani dal libro degli Atti degli Apostoli e a seguire una riflessione sulle possibili differenze tra comunismo quale dottrina politica e donazione dei propri beni quale atto di generosità privata e spontanea com'è documentato nella storia biblica. I seguenti brani sono ambientati nei giorni appena successivi la Pentecoste del 33 d.C., ovvero il giorno a cui si può far risalire la nascita ufficiale, o istituzione, della congregazione cristiana.
(Atti degli Apostoli, capitolo 2, versetti da 44 a 47)
(Atti degli Apostoli, capitolo 4 vv. 32-37)
Secondo alcuni commentatori, è da riscontrarsi la differenza tra comunanza dei beni dovuta a norma di legge e spontanea generosità privata. Infatti la condizione di proprietà collettiva dei beni realizzata attraverso l'abolizione per legge della proprietà privata, che è carattere fondamentale del comunismo propriamente inteso come ideologia politica, e non come concetto etico, si distinguerebbe nettamente dalla generosità capillare e spontanea che operava nella congregazione cristiana delle origini. Questa differenza porterebbe a un'esperienza sociale opposta, ove l'uno sarebbe stato vissuto come abuso e violenza da parte di un potere superiore dispotico, l'altro sarebbe osservato quale atto di umile virtù. Infatti, secondo tali opinioni, si potrebbe notare che i beni privati non sono espropriati ma donati, e che tali beni non sono semplicemente dati a tutti ma come dice: "si faceva la distribuzione a ciascuno, secondo che ognuno ne aveva bisogno". 
Infine, il fatto che non siano messi in comune solo i mezzi di produzione, quali erano per esempio i campi agricoli, ma l'intera vita dei fedeli, sarebbe sufficiente a differenziare tali pratiche da quelle più recenti del comunismo. Oltre a queste differenze sostanziali ci sarebbero, secondo alcuni, numerose altre differenze di natura istituzionale e teorica.

### Età tardo-antica e cristianesimo medievale
Molti pensatori occidentali hanno concepito idee di comunismo, alcune molto simili a quelle poi divenute note con questo termine nel XIX secolo.
Il principio della comunione dei beni era un carattere proprio del Cristianesimo delle origini. Nel secondo capitolo degli Atti degli Apostoli, ai versetti 44-47, si descrive il funzionamento della prima comunità cristiana, mettendo in risalto l'aspetto della comunione dei beni. Tale comunione non era stabilita per norma, i fedeli vi aderivano volontariamente. Si veda in proposito l'episodio di Anania e Saffira:
(Atti degli apostoli 5,1-11)
Sant'Ambrogio sosteneva che la proprietà privata era un prestito fatto ai singoli dalla collettività, la quale aveva il diritto di riappropriarsene per il bene comune.
Gli stessi ideali troveranno spazio negli ordini monastici, a partire dai benedettini, la cui regola, scritta direttamente dal Santo, era prettamente comunistica; oppure, soprattutto nel Medioevo, in alcuni movimenti ereticali (come quello dei dolciniani). Anche alcune delle civiltà precolombiane delle Americhe sono di tipo comunistico.

### Seicento

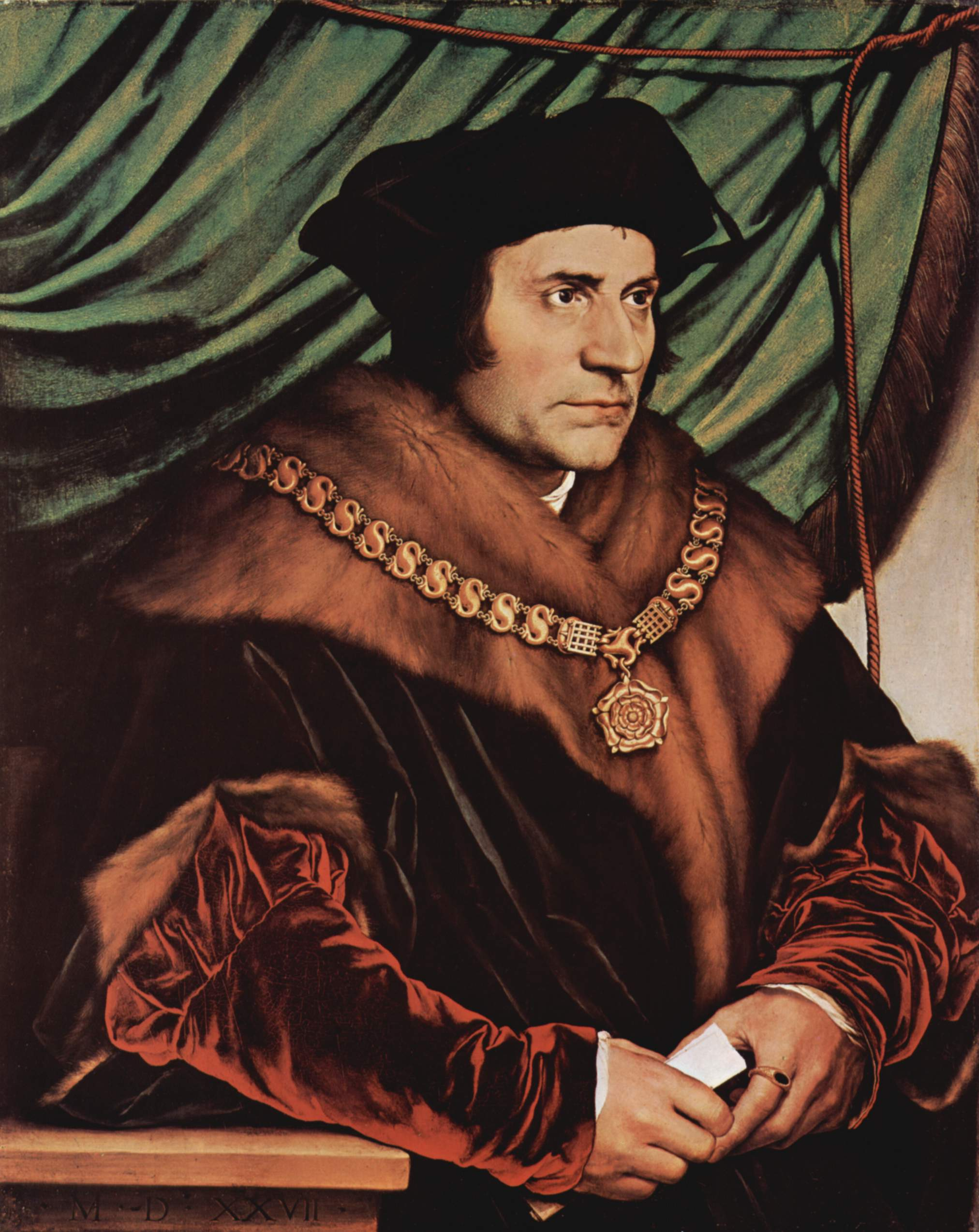
Tommaso Moro, autore de L'Utopia

Ideali di tipo comunistico e un progetto di abolire la proprietà privata tornano in auge all'epoca della Riforma protestante, con la guerra dei contadini tedeschi, che sconvolge l'Europa ed è soffocata nel sangue. Fra i protagonisti di questo movimento rivoluzionario si annoverano Thomas Müntzer e Giovanni da Leida.
Qualche anno prima L'Utopia di Tommaso Moro e più tardi La città del sole di Tommaso Campanella descrivono ugualmente altre comunità ideali in vario grado comuniste.
Il 1º aprile 1649 i diggers (zappatori, scavatori) cominciano a coltivare alcune terre nei pressi di Cobham, nel Surrey, in Inghilterra, secondo principi comunisti. Grazie agli scritti del loro portavoce Gerrard Winstanley, quello del Surrey è il gruppo di diggers sul quale si hanno più informazioni, ma abbiamo notizia dell'esistenza di diggers anche in altre località dell'Inghilterra.

### Settecento
Negli anni del 1700 l'idea di comunismo trova nuove e più concrete formulazioni. Per quanto la linea teorica possa considerarsi abbastanza comune, bisogna distinguere due indirizzi principali, quello teologico, rappresentato principalmente da Étienne-Gabriel Morelly e Dom Descamps e quello materialistico, rappresentato da Jean Meslier. In forme diverse l'idea di comunismo aleggia durante tutto l'Illuminismo come conseguenza della nascente attenzione al concetto di uguaglianza tra tutti gli esseri umani.
Essa era implicita nel Cristianesimo, che essendo una religione universalistica (contrariamente all'Ebraismo) proclamava l'uguaglianza di tutti gli uomini davanti a Dio, ma non davanti al potere temporale, che implicava una gerarchia di classi sociali con diversi compiti e diritti. Il comunismo aveva infatti abbastanza caratterizzato le comunità proto-cristiane sino al IV secolo, ma poi, dopo l'Editto di Milano, cessata una relativa clandestinità, alla luce del sole la nuova società cristiana si stratificava esattamente come quella romana pre-cristiana. Il concetto di eguaglianza ha influenzato in generale il pensiero del Settecento e un'uguaglianza civile, se non comunistica, era anche quella propugnata da Jean-Jacques Rousseau o da Gabriel Bonnot de Mably, il primo con una visione di tipo religioso, il secondo di tipo laico. Mably dichiarava: "Il legislatore agisce in maniera inutile se non si concentra sullo stabilimento dell'eguaglianza. Il bene possibile si ottiene con l'eguaglianza tra tutti gli uomini perché è essa che li tiene uniti."
Il più notevole sostenitore e teorizzatore del comunismo, e in senso decisamente ateo e materialistico, è Jean Meslier, che scrive nel Testament: "Quasi universalmente accettato e autorizzato è l'abuso e l'appropriazione individuale che alcuni fanno dei beni e delle ricchezze della terra, i quali dovrebbero invece essere possesso di tutti e in parti uguali. La proprietà deve esser comune e tutti debbono usufruirne equamente e comunitariamente.". Queste le basi del comunismo materialistico di Meslier, che poi arringa i destinatari del Testament con queste parole: "Cercate di unirvi tutti insieme per scuotere il giogo tirannico dei vostri principi e dei vostri re; abbattendo i troni ingiusti e malvagi; rompete le teste coronate e umiliate la loro superbia. I più saggi di voi guidino e governino gli altri, è loro compito formulare leggi e decreti che mirino sempre, a seconda dei tempi, dei posti e delle situazioni, a difendere e a far progredire il bene pubblico.".
Per quanto riguarda Étienne-Gabriel Morelly, egli ha invece una visione religiosa del comunismo, basata sul fatto che Dio ha fatto le leggi di natura perfette e buone e che basta combattere l'egoismo individualistico e rifarsi a Dio per ottenere comunione ed eguaglianza tra tutti gli uomini. Nel suo poema La Basiliade, o Naufragio alle Isole Galleggianti, egli immagina una società ideale in un luogo remoto, dove c'è una società comunista, senza classi e senza veri capi, retta armonicamente dal popolo tutto e in perfetto accordo. Analogamente il monaco benedettino Léger Marie Deschamps, a metà del Settecento, propone uno Stato comunista basato su una morale di tipo monastico, opponendosi al materialismo di D'Holbach. Deschamps ha influenzato notevolmente le concezioni pre-socialiste del Settecento anche grazie alla notorietà e alla rete di rapporti che il suo protettore, il marchese d'Argenson, gli ha fatto avere nei circoli intellettuali dell'epoca, facendogli conoscere D'Alembert, Voltaire e Robinet. Vanno poi ricordati fra gli interessanti esperimenti di "comunismo reale" anche le reducciones del Paraguay impiantate dai Gesuiti nel XVIII secolo.
Le concezioni basate sulla religione deista di Voltaire e Rousseau agiranno anche in senso egualitaristico ma non comunistico, per quanto Rousseau col suo Le contrat social abbia dato un modello interessante di stato teologico, con dei Legislatori come classe emerita e rispettata, quasi sacerdotale, che ricorda da vicino il modello platonico di stato, con i filosofi come governanti. L'influenza di Voltaire e Rousseau sui teorici della Rivoluzione francese, di cui furono considerati i veri padri, e sul Giacobinismo, che riprende specialmente il fanatismo e l'intransigenza di Rousseau, è notevolissima. I materialisti atei come Helvétius, D'Holbach e Diderot hanno invece una visione differente della società, nel senso dell'equità, ma non dell'eguaglianza. Vi erano anche circoli rivoluzionari fortemente egualitari, e questa concezione sociale è incarnata nel pensiero e nei comportamenti di Jean Paul Marat.

### Primi Ottocento
Molti idealisti del XIX secolo, colpiti dalla miseria materiale e morale determinati dalla rivoluzione industriale, fondano con poca fortuna comunità utopistiche, soprattutto nel Nuovo Mondo. Il filosofo francese Étienne Cabet, nel suo libro Viaggi ed avventure di Lord William Carisdall in Icaria descrive una società ideale in cui un governo eletto democraticamente controlla tutte le attività economiche e supervisiona le attività sociali, lasciando solo la famiglia come unica altra unità sociale indipendente. Nel 1848 cerca senza successo di organizzare comunità icariane negli Stati Uniti d'America, anche se alcune piccole comunità icariane sopravvivono fino al 1898.
I prodromi della lotta di classe si evidenziano inoltre in molti dei moti afferenti a quella che verrà chiamata Primavera dei popoli, in cui convivono anime borghesi, operaie, repubblicane e socialiste, e di cui la Rivoluzione francese del 1848 è uno degli eventi chiave. Essi dimostrano una fortissima effervescenza della società civile, e costituiranno l'humus di cui si nutriranno le teorie socialiste di tutto il secolo.

## I movimenti comunisti dalla seconda metà del XIX secolo

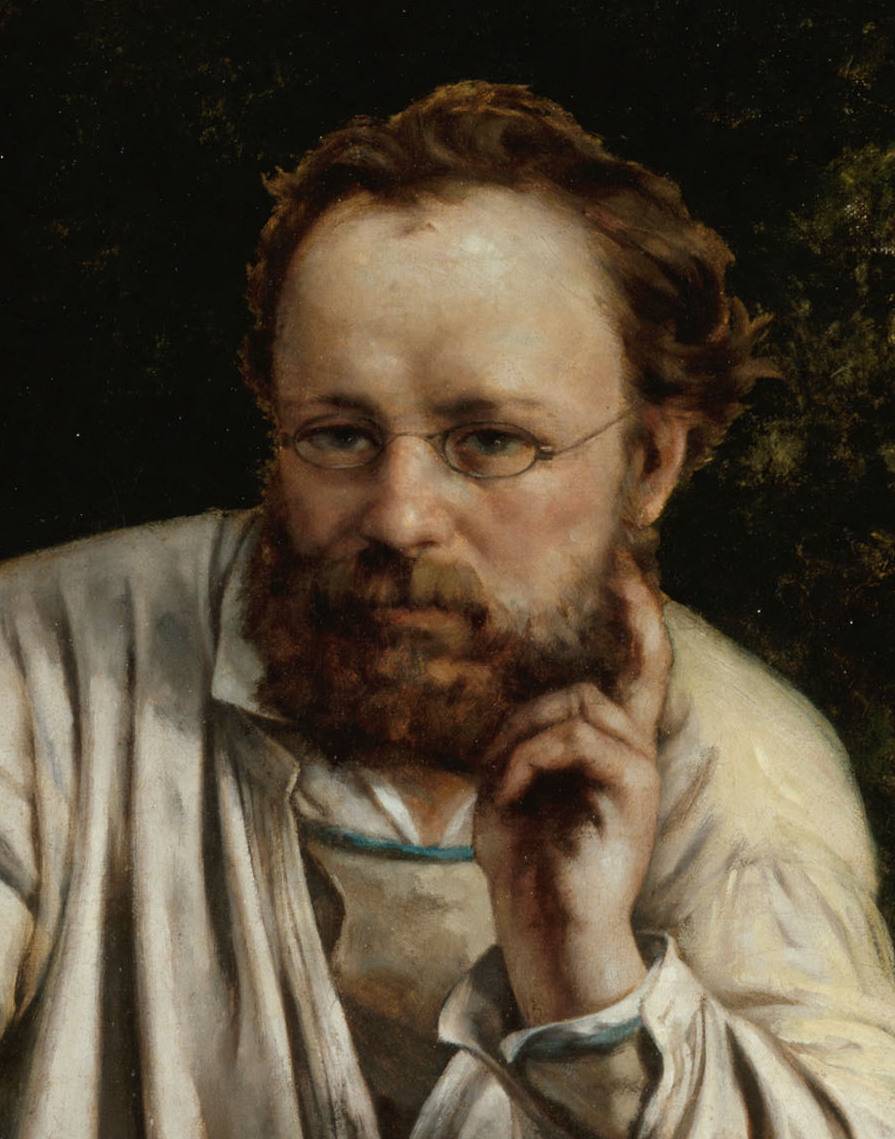
Pierre Joseph Proudhon

Le condizioni di estremo sfruttamento degli operai nel corso della prima fase della rivoluzione industriale e le perduranti condizioni di disagio della componente rurale e contadina della popolazione sollecitano la nascita di una nuova coscienza politica. Tali fermenti sfociano anche nell'elaborazione di tesi di matrice comunista. Le differenti letture e proiezioni di un processo che potesse portare ad una società di tipo egualitario si tradussero in una serie di movimenti, teorie e ideologie che si ritrovarono, a fasi alterne, alleate o contrapposte, nell'intento comune di una futura "società senza classi".

### Socialismo utopico e scientifico, la visione di Karl Marx e ilManifesto del Partito Comunista
Il più noto e politicamente determinante filosofo a credere nel comunismo è Karl Marx che usa il termine tra l'altro nel Manifesto del Partito Comunista scritto con Friedrich Engels.
Con Marx ed Engels il comunismo diventa un movimento rivoluzionario. In contrasto con le idee utopistiche di Owen e Saint-Simon, Fourier, Marx ed Engels affermano che il comunismo non poteva emergere da piccole comunità isolate ma solo globalmente, dal corpo dell'intera società. Il Manifesto propone una lettura della storia sotto la lente del concetto di lotta di classe: il motore della storia è nel contrasto tra una élite (la classe borghese), che possiede o controlla i mezzi di produzione e la maggioranza di persone, che non possiede nulla, oltre la propria forza lavoro.
Nella fase storica descritta dal Manifesto (così come in tutte le opere di Marx ed Engels), il capitalismo è qualitativamente connotato, come in (quasi) tutti i modi di produzione precedenti dalla dominanza di una classe sociale su un'altra (almeno). Nello specifico, la borghesia (i capitalisti), ossia la classe che detiene i mezzi di produzione e cioè le condizioni oggettive della produzione, estrinseca la propria dominanza sulla classe subordinata, il proletariato, ossia coloro che devono vendere la propria abilità al lavoro in cambio della sussistenza (salario), attraverso lo sfruttamento di questi ultimi che si realizza nel pagamento di una parte della giornata lavorativa, mentre la restante parte - il pluslavoro, poi plusvalore - è la radice sociale del profitto. Nell'opera Das Kapital (Il Capitale), Karl Marx analizza come i capitalisti comprassero forza lavoro dai lavoratori ottenendo il diritto di rivendere il risultato dell'attività produttiva ottenendo così un profitto (vedi teoria del valore e teoria marxiana del valore per i dettagli). Per Marx se le classi lavoratrici di tutti i paesi prendessero coscienza dei loro comuni obiettivi, si unirebbero per rovesciare il sistema capitalista. Lo considerava, se lo svolgimento della storia avesse seguito la logica della dialettica hegeliana, un risultato inevitabile di un processo storico in atto; potendosi comunque verificare, qualora il socialismo non fosse riuscito ad imporsi, l'imbarbarimento della società attraverso la rovina di ambedue le classi in lotta e di tutte le classi.
Dalle rovine del capitalismo sarebbe sorta una società in cui, dopo un periodo di transizione definito "socialismo" (dittatura del proletariato) nel quale lo Stato avrebbe controllato i mezzi di produzione, la loro proprietà sarebbe passata ai singoli individui (lo Stato in quanto tale era destinato a dissolversi), il vero e proprio "comunismo".
La dittatura del proletariato, come fase transitoria, veniva così a contrapporsi alla dittatura della borghesia, come imposizione alla minoranza dei capitalisti della volontà della stragrande maggioranza della popolazione (il proletariato). La conseguenza del comunismo sarebbe stata, nell'ottica di Marx, la fine della divisione della società in classi sociali e, di conseguenza, la fine dello sfruttamento e la piena realizzazione dell'individuo. Una tale società sarebbe stata costruita attorno al principio "da ciascuno secondo le sue capacità, a ciascuno secondo le sue necessità".

### Sviluppi paralleli e successivi al pensiero marxista
Le idee di Marx sono state sviluppate in molte direzioni diverse: alcuni pensatori prendono da Marx solo il metodo di analisi della società, mentre il nascente movimento socialista ne abbraccia con entusiasmo la parte rivoluzionaria, mettendo in secondo piano il pensiero dei socialisti non marxisti (Pierre-Joseph Proudhon, l'anarchico Bakunin, i già citati utopisti e molti altri). Fu nel segno di Marx che fu creata la Seconda Internazionale Socialista. Nel periodo successivo alla morte di Marx al termine comunismo venne di solito preferito quello, allora equivalente, di socialismo. La grande divisione tra i seguaci delle idee di trasformazione sociale di Marx passava tra i cosiddetti socialisti riformisti o gradualisti come Eduard Bernstein (e per certi versi anche il suo oppositore Karl Kautsky) in Germania, Filippo Turati in Italia o i marxisti austriaci e, sul versante opposto, i socialisti rivoluzionari come Rosa Luxemburg in Germania o Giacinto Menotti Serrati in Italia.
Entrambi i gruppi pensavano che il comunismo fosse la naturale evoluzione della società occidentale, che come era evoluta dal feudalesimo al capitalismo borghese per la crisi del feudalesimo stesso, sarebbe dovuta evolvere naturalmente da capitalista in comunista per via delle contraddizioni interne del capitalismo. La differenza stava nel metodo che ritenevano necessario per questa transizione: mentre i socialisti riformisti ritenevano che il passaggio si sarebbe verificato gradualmente, attraverso una serie di riforme sociali, i socialisti rivoluzionari pensavano, in accordo con Marx, che invece questo cambiamento non sarebbe mai avvenuto spontaneamente ma avrebbe richiesto una rivoluzione.
Karl Marx e Friedrich Engels studiano anche altre forme di comunismo. Partendo dalle ricerche di Lewis Morgan e di altri antropologi loro contemporanei, affermano che i primi ominidi vivevano in una sorta di società comunista, chiamata comunismo primitivo: il poco che possedevano veniva condiviso fra tutti, come anche i prodotti dell'attività dei singoli (in massima parte cibo). Alcuni gruppi isolati di persone vivevano fino a pochi anni fa in questo modo. In tutte le società moderne tuttavia la proprietà privata gioca un ruolo fondamentale, facendo sorgere il concetto di società classista.
Questa tesi venne criticata da alcuni indiani americani, come Russell Means, che vedevano il concetto di comunismo primitivo come una distorsione della realtà dovuta all'imposizione di uno schema teorico occidentale precostituito su una situazione che invece non coincideva affatto con questa visione semplicistica delle cose; peggio ancora, Means e gli altri denunciavano come questa distorsione fosse strumentale, dovuta al desiderio di ricavarne prove da portare a sostegno nel dibattito ideologico in Europa. In particolare, l'antropologia del XIX secolo, i cui risultati Marx e gli altri citavano come prova a favore delle loro tesi, era basata su ricerche pesantemente influenzate da pregiudizi razziali, prive di una vera comprensione delle culture in esame e di loro osservazioni dirette.

### Il rapporto tra anarchismo e marxismo
Sia secondo Bakunin e Proudhon che secondo Marx, bisogna superare il capitalismo ed abolire lo Stato in quanto sistemi gerarchici, ma secondo Marx bisogna passare prima attraverso una fase di transizione socialista chiamata “dittatura del proletariato”. 
Nonostante le somiglianze e l'unità tra le due fazioni, nel corso degli anni del 1800, tra queste vi erano continui scontri filosofici. 
Quando Proudhon pubblicò un volume intitolato Filosofia della Miseria, Marx rispose con il pamphlet Miseria della filosofia. Lo scontro tra anarchici e marxisti divampò all'interno dell'Associazione Internazionale dei Lavoratori (Prima Internazionale). Tra il 1871 e il 1872 Marx ed Engels riuscirono definitivamente a mettere gli anarchici in minoranza e a farli espellere dall'Internazionale.
Il più importante teorico anarchico del primo periodo è sicuramente il russo Michail Bakunin, che espose la sua dottrina per lo più in Stato e anarchia. Per Bakunin libertà e eguaglianza erano due obiettivi inscindibili. Lo Stato, con la sua divisione tra governati e governanti, tra chi possiede la cultura e chi esegue il lavoro fisico, era in sé stesso un apparato repressivo e doveva essere dissolto senza il passaggio per una fase intermedia.
Bakunin individuò gli equivoci e i possibili rischi della nozione di Marx di dittatura del proletariato. Secondo Bakunin il marxismo era l'ideologia di quella che chiamava "élite della classe dominata", avviata a diventare classe dominante a sua volta e in particolare era l'ideologia degli intellettuali sradicati. La conquista del potere da parte dei marxisti, secondo Bakunin, avrebbe portato non alla libertà ma a una dittatura tecnocratica.
Il modello proposto da Bakunin era quello di una libera federazione di comuni, regioni e nazioni in cui i mezzi di produzione, collettivizzati, sarebbero stati direttamente nelle mani del popolo tramite un sistema di autogestione.
Engels risponde alle accuse in "Critica del Programma di Gotha Lettera ad August Bebel", spiegando perché non si possa abolire subito lo Stato e come sia necessario servirsene nella lotta alla conquista della libertà.
Idee simili a quelle di Bakunin furono sviluppate da Pëtr Kropotkin, suo connazionale, scienziato oltre che filosofo. Criticando il darwinismo sociale che fungeva da giustificazione alla competizione capitalistica e all'imperialismo, nel suo saggio Mutual Aid (1902) Kropotkin si propone di dimostrare come tra le specie animali prevalgano la cooperazione e l'armonia. Proprio cooperazione ed armonia, senza necessità di una stratificazione gerarchica, dovrebbero essere i principi dell'organizzazione sociale umana. Kropotkin prende ad esempio le polis greche, i comuni medievali ed altre esperienze storiche come esempi di società autogestite. L'etica non dovrebbe essere imposta dalle leggi dello Stato ma scaturire spontaneamente dalla comunità. Come Bakunin, Kropotkin si augura la scomparsa dello Stato e l'instaurazione di un comunismo federalista, autogestito e decentrato. Il comunismo anarchico esacerberà il distacco da quello di matrice marxista-leninista nel XIX secolo, con contrapposizioni violente anche durante la rivoluzione sovietica. Il modello proposto da Bakunin era quello di una libera federazione di comuni, regioni e nazioni in cui i mezzi di produzione, collettivizzati, sarebbero stati direttamente nelle mani del popolo tramite un sistema di autogestione.
Come abbiamo visto, in origine anarchismo e marxismo erano ideologicamente molto vicini, ma l'anarchismo si distaccò dal marxismo successivamente al socialismo reale (realizzato), in quanto esso era troppo lontano dalle loro idee libertarie. I regimi del socialismo reale affermatisi nel corso del XX secolo hanno quasi sempre e invariabilmente perseguitato tutti i comunisti non allineati all'assolutismo del regime stesso. La repulsione nei confronti del socialismo reale, accusato di gravi mistificazioni del marxismo, e proposizione di un comunismo libertario dove la democrazia raggiunge i massimi livelli, sono condivise anche dai marxisti consiliaristi, luxemburghisti e comunisti di sinistra, i quali solitamente si definiscono autenticamente marxisti, accusando di antimarxismo quelle che loro considerano derive totalitarie.

### La Comune di Parigi
Nonostante le divergenze i socialisti e gli anarchici di varie tendenze furono unanimi nel vedere nella Comune di Parigi (1871) il primo tentativo da parte del movimento operaio di creare una società comunista. I comunardi presero il controllo di Parigi per due mesi e combatterono tanto contro la Prussia quanto contro il governo francese. La Comune introdusse una serie di leggi che riducevano il potere dei detentori di proprietà, come quelle che cancellavano i debiti, prima di venire soppressa nel sangue. Per Marx la Comune di Parigi rappresentò il primo esempio concreto di "dittatura del proletariato"; egli sostenne con forza il coraggioso esperimento politico anche se in un primo momento ritenne l'impresa troppo azzardata.

## L'Unione Sovietica, il marxismo-leninismo e il socialismo reale

### La rivoluzione di Ottobre

#### Scontri e contrapposizioni tra le diverse anime del comunismo russo
L'uso del termine comunista, spesso interpretato in senso unicamente marxista, cambia, e acquisisce progressivamente un significato distinto da socialista, quando nel 1917 il Partito Operaio Socialista Democratico Russo (bolscevico, distinto dall'omonimo partito menscevico) partito leninista, assieme alla frazione di sinistra del Partito Socialista Rivoluzionario, conquista la maggioranza nei soviet e prende il potere in Russia con la Rivoluzione d'ottobre, la quale successivamente, nel 1922, porterà alla fondazione della Unione delle Repubbliche Socialiste Sovietiche (URSS).
In seno alla rivoluzione furono varie e numerose le contrapposizioni tra le organizzazioni d'ispirazione socialista e operaista, come socialisti rivoluzionari, menscevichi. Oltre alle contrapposizioni tra rivoluzionari e riformisti vi furono conflitti, spesso destinati a sfociare in fatti di sangue e scontri bellici, con le componenti anarchiche e libertarie. Tra i fatti maggiormente noti si ricordano gli scontri della Rivolta di Kronštadt e i fatti relativi alla Machnovščina, l'esercito insurrezionalista d'Ucraina.

#### L'ascesa al potere di Lenin

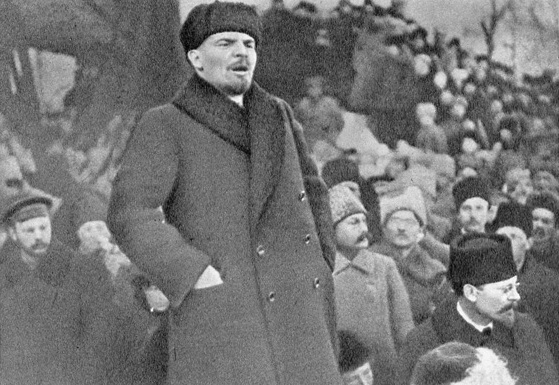
Lenin durante un discorso nel 1919

Dopo la rivoluzione Lenin, pseudonimo dal 1901 di Vladimir Il'ič Ul'janov, che al termine del processo rivoluzionario aveva conseguito la leadership incontrastata del movimento, propone alle fazioni rivoluzionarie dei socialisti marxisti di espellere la fazione riformista, cambiare il nome dei loro partiti in Partito Comunista e unirsi in una nuova Internazionale (la terza), nel 1919, che poi diventerà l'Internazionale Comunista, abbreviata in seguito in Comintern. La nuova Internazionale si ispira al modello sovietico, accetta, implicitamente, la leadership del Partito Comunista Russo (bolscevico) e adotta la versione bolscevica del marxismo. Ogni partito che voleva aderire doveva accettare le "Ventuno Condizioni" decise dal secondo congresso dell'Internazionale, fra le quali la dodicesima che indicava che i partiti aderenti dovevano basarsi sul principio del centralismo democratico, che prevedeva la possibilità di ampio dibattito interno ma che impediva l'espressione all'esterno di questo dibattito ed un'organizzazione di tipo centralizzata con vasti poteri al centro. In particolare prevedevano: 
Nel pensiero di Lenin, come nel marxismo classico, il primo passo della presa del potere da parte del proletariato consisteva in una rivoluzione: il dominio borghese doveva essere sostituito dalla funzione-guida del proletariato (nel pensiero marxista classico questa fase viene chiamata, in opposizione polemica alla effettiva dittatura della borghesia, dittatura del proletariato). Lenin però, che aveva ripreso e ampliato la teoria di Hobson sull'imperialismo, a differenza di Marx che credeva che la rivoluzione sarebbe avvenuta nei paesi in cui il capitalismo era più avanzato, ipotizzò che la rivoluzione potesse avvenire prima nelle nazioni arretrate, come la Russia zarista, che erano più fragili perché subivano contemporaneamente sia le sollecitazioni interne del cambiamento sociale sia la pressione concorrente degli stati confinanti, economicamente e socialmente più moderni. Lenin puntava sul movimento di massa, alla cui testa doveva porsi il proletariato guidato da un'avanguardia proletaria composta di partiti coesi, bene organizzati e retti da una rigida disciplina. Questa versione del marxismo rientra nella teoria detta leninismo. Il regime di Lenin abolì la giornata lavorativa di otto ore e nel 1920 introdusse su sollecitazione di Trockij la cosiddetta militarizzazione del lavoro che prevedeva sanzioni penali per i lavoratori indisciplinati e poco produttivi. Dopo la distribuzione delle terre ai contadini venne imposta la consegna dei raccolti alle autorità per i bisogni di cittadini e dell'Armata Rossa, seguirono un gran numero di rivolte che portarono alla fucilazione di oltre 200.000 contadini.
La maggior parte dei socialisti rivoluzionari accettarono dopo qualche perplessità la proposta. Non mancarono però gli accesi critici di Lenin, come Rosa Luxemburg che intravide l'involuzione dittatoriale che la Rivoluzione d'Ottobre stava prendendo sotto la direzione del partito bolscevico.

### L'epoca di Stalin

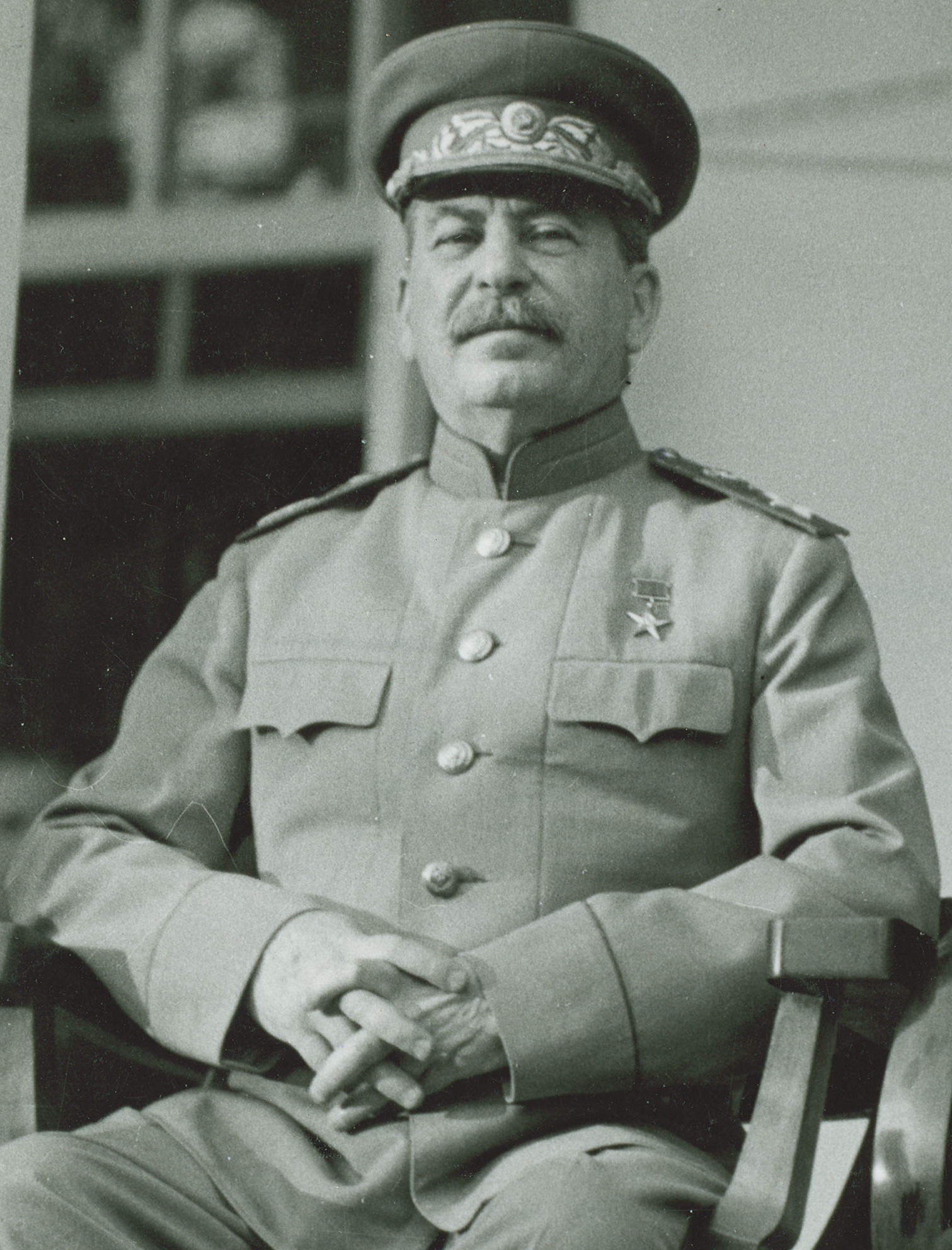
Iosif Stalin nel 1943.

La politica sovietica e la prassi comunista cambiarono radicalmente con l'ascesa del successore di Lenin, Stalin: questi elaborò un'ideologia, il marxismo-leninismo, che sotto la discussa continuazione del pensiero di Marx e di Lenin, formalizzava a livello teorico le istituzioni e le prassi formatesi nell'Unione Sovietica del tempo.
Alla Nuova politica economica, ricevuta in eredità da Lenin, egli vi sostituì l'industrializzazione, soprattutto industria pesante, e collettivizzazione forzata, con una massiva e spietata repressione del dissenso e dei nemici veri o presunti, provocando milioni di morti nello sterminio dei Kulaki, considerato genocidio da molti storici e politicamente riconosciuto come genocidio o crimine contro l'umanità da molti Stati: questo genocidio è richiamato alla memoria con la parola holodomor in lingua ucraina poiché la maggioranza, dei contadini massacrati o costretti a morire di fame, era di etnia ucraina.
L'industrializzazione, sotto la rigidissima guida statale, aveva per scopo il rafforzamento della nazione sovietica nei confronti delle potenze occidentali.
La politica estera di Stalin passava dal sostegno aperto ai movimenti antifascisti alla ricerca di un compromesso con la Germania nazista per la spartizione della Polonia e altri territori già parte della Russia (Patto Molotov-Ribbentrop, 1939). Si assistette anche a un notevole rafforzamento delle funzioni di controllo e repressione del dissenso sul Comintern.
Oltre alla Sinistra comunista, da sempre avversa all'involuzione stalinista dell'Internazionale Comunista, negli anni trenta anche altri militanti comunisti occidentali si mostrarono contrari al nuovo corso politico in atto in URSS, fra questi Boris Souvarine e George Orwell. In Italia nel 1931 Ignazio Silone venne espulso dal PCI per aver criticato Stalin. Già in questo decennio importanti scrittori progressisti, come André Gide, dopo il viaggio in Unione Sovietica, organizzato dalle autorità sovietiche, criticarono la natura di quel sistema:
( André Gide, Retour de l'URSS, 1936.)
Tra le testimonianze sui campi di concentramento staliniani a partire dagli anni trenta e quaranta e tra le opere letterarie di denuncia sulla repressione staliniana si trova il romanzo Buio a mezzogiorno (1941) di Arthur Koestler, che aveva rotto con il comunismo proprio per questa ragione. Tra gli intellettuali che spezzarono il conformismo sull'URSS, allora imperante nel mondo progressista, anche Antonio Gramsci, ex segretario del Partito Comunista d'Italia, dal carcere dove era detenuto a causa della sua opposizione al fascismo, fece conoscere la sua opposizione alla persecuzione di Trockij e dei vecchi dirigenti bolscevichi. Anche dopo la seconda guerra mondiale furono numerose le denunce e le testimonianze fra le quali quella di Aleksandr Solženicyn.

### Trockij e il comunismo rivoluzionario

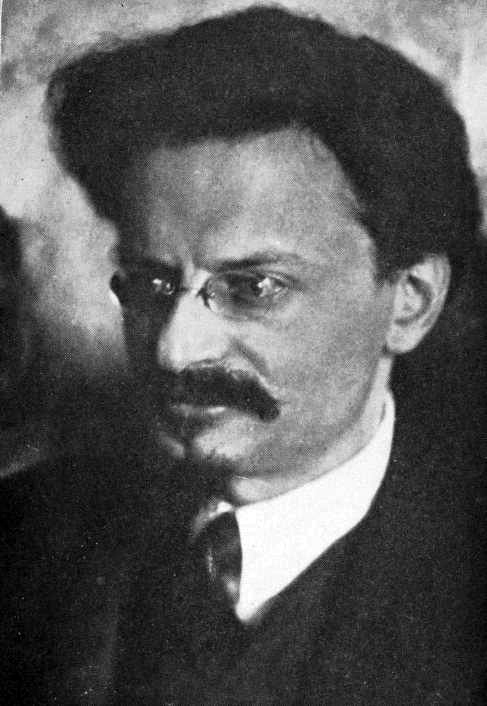
Lev Trockij

Lev Trockij, il teorico della Rivoluzione Permanente, bollato da Stalin come il traditore numero uno e costretto a fuggire dall'URSS, denunciò la politica di Stalin ma con scarso successo. Fondò nel 1938 la Quarta Internazionale, formata da gruppi e partiti comunisti dissidenti definiti, ma non da lui, trockisti, ma fu ucciso nel 1940 in Messico da un sicario di Stalin.
Nonostante Lenin, come testimonia il suo Testamento,  preferisse Trockij come successore, Stalin riuscì ad esautorarlo e ad esiliarlo, riuscendo a portare a compimento il proprio progetto di Stato e di Partito. Il superamento di questa situazione fu teorizzato da Trockij ne La rivoluzione tradita attraverso una seconda rivoluzione ("politica" in contrasto a quella "sociale" dell'Ottobre) che avrebbe dovuto portare il proletariato a riprendersi lo Stato (ripristinando la democrazia sovietica), togliendolo di mano ai "burocrati" che, secondo la tesi trockista, avevano assunto il ruolo di casta privilegiata al potere (non però di nuova "classe dominante") al posto dei lavoratori salariati. In Terrorismo e Comunismo sostiene: 
( Lev Trockij, Terrorismo e Comunismo, 1920.)
Fu inoltre contrario alle aperture nei confronti dei contadini previsti dalla Nuova politica economica e sostenne la necessità della "militarizzazione del lavoro".

### I comunisti nell'antifascismo
Molti pensatori di ispirazione comunista o socialista interpretarono la tragedia della prima guerra mondiale come risultato delle rivalità fra nazioni, frutto del nazionalismo e dell'imperialismo, visto da alcuni (secondo il pensiero leninista) come fase ultima del capitalismo. Nel primo dopoguerra, alcuni segnali sembrarono andare nella direzione della rivoluzione socialista (la rivoluzione russa, il biennio rosso italiano, la proclamazione della Repubblica Socialista in Germania da parte di Karl Liebknecht, la fondazione della Repubblica Sovietica Ungherese, ed in generale il successo di movimenti operai in diversi paesi) ma pressoché tutti fallirono.
Successivamente, la crisi economica del 1929, fornì ulteriori argomenti ai teorici critici del capitalismo liberale, ma presto fu chiaro che la crisi e l'impoverimento delle nazioni europee non stava portando a rivoluzioni progressiste, bensì all'abolizione della democrazia e all'affermarsi di regimi autoritari di destra, di cui gli esempi più eclatanti erano il fascismo italiano ed il nazismo tedesco. I marxisti presenti nel movimento antifascista sostengono che il passaggio da una forma di governo democratico ad una forma di governo totalitario non è altro che un'opzione per la quale la borghesia opta per frenare, attraverso la repressione e il controllo del territorio, le rivendicazioni operaie e proletarie. Tale opzione, secondo i marxisti, è per la borghesia indispensabile e ne fa uso quando le contraddizioni politico-economiche sono tali da rappresentare una minaccia per l'ordinamento costituito. Per cui i marxisti sostengono che il movimento fascista è al servizio della borghesia, portando a compimento un primo accenno d'analisi fatta da Karl Marx, riguardo al sottoproletariato che egli stesso definì "feccia al servizio della reazione".
L'avvento del fascismo colse i comunisti, come altri gruppi politici, impreparati. Sebbene l'antifascismo italiano avesse una forte impronta liberale (Manifesto degli intellettuali antifascisti del 1925 di Benedetto Croce), i comunisti si diedero un'organizzazione clandestina anche dopo l'affermazione del regime. Il ruolo fondamentale svolto dai comunisti nell'antifascismo è stato spiegato in diversi modi: essi erano per lo più persone con forti convinzioni ideali, preparate a un'eventuale azione clandestina e alla possibilità di essere perseguitate per le loro idee politiche. Inoltre i comunisti che militavano nei partiti membri del Comintern avevano alle loro spalle l'organizzazione di questa e il prestigio dell'URSS, anche se non sempre i sovietici li appoggiarono in modo effettivo. Nel primo periodo, infatti, lo sforzo antifascista dei comunisti ebbe un grosso limite nella politica del Comintern di considerare le forze riformiste di sinistra nemici da combattere anziché alleati: il termine "socialfascismo" coniato per bollare i socialdemocratici fu la manifestazione più evidente di questo atteggiamento.
Si pensava infatti che il fascismo sarebbe stato un fenomeno transitorio (tesi questa condivisa da molti osservatori dell'epoca), che sarebbe crollato lasciando via libera alla lotta tra comunisti e loro oppositori per creare una società alternativa al capitalismo e che i socialdemocratici, compromessi con le forze conservatrici, si sarebbero trovati dalla parte opposta delle barricate. Questa politica fu in parte imposta da Stalin e in parte inizialmente caldeggiata da alcuni partiti comunisti, come il Partito Comunista Tedesco, che erano divisi da un'aspra rivalità con i socialdemocratici. Per ulteriori approfondimenti su questo punto si può leggere Nascita e avvento del fascismo dell'ex comunista italiano Angelo Tasca, e Da Potsdam a Mosca di Margaret Buber-Neumann, compagna di uno dei principali dirigenti del Partito Comunista tedesco.
Le conseguenze disastrose dell'avvento del fascismo e la repressione da parte dei regimi fascisti di coloro che professavano l'ideologia comunista (fra le numerose vittime Antonio Gramsci, secondo segretario del Partito Comunista d'Italia, morto al termine di una lunga carcerazione durante la quale non ebbe pieno accesso alle cure mediche necessarie per il suo grave stato di salute) portarono a un ripensamento della posizione del Comintern e alla nuova politica dei Fronti Popolari, alleanze di tutte le forze di sinistra in funzione democratica e antifascista: il primo esempio di Fronte Popolare fu quello spagnolo che vinse le elezioni nel 1936 (vedi anche voce Guerra civile spagnola). Poco tempo dopo anche in Francia si affermò un governo di Fronte Popolare, formato da socialisti e radicali e appoggiato dai comunisti dall'esterno.
Durante la guerra di Spagna la sezione locale del Comintern, che inizialmente nel paese non era che un piccolo partito, acquisì una forza e un prestigio notevole grazie agli aiuti militari che l'URSS fece pervenire ai repubblicani spagnoli e che si trovò a gestire. Il Comintern favorì la nascita e l'organizzazione delle Brigate Internazionali, che erano aperte agli antifascisti di ogni tendenza politica, che permisero a chi voleva dare il suo contributo individuale alla causa spagnola di partecipare alla lotta.
Proprio in Spagna però si manifesta, fuori dall'isolamento dell'URSS, la repressione staliniana dei comunisti che non volevano piegarsi alle posizioni del Comintern. In questo paese esistevano infatti un forte movimento anarchico (vedi paragrafo comunismo anarchico) rappresentato dai sindacati Federazione anarchica iberica (FAI) e Confederazione Nazionale del Lavoro (CNT), e un piccolo ma attivo partito marxista di vaga ispirazione trockista e antisovietica, il Partito Operaio di Unificazione Marxista (POUM). La principale differenza di indirizzo politico tra POUM e i filo-sovietici durante la guerra era che i primi ritenevano inseparabili guerra antifascista e rivoluzione socialista, mentre per i secondi ogni altro obiettivo doveva essere subordinato alla vittoria sul generale Francisco Franco e i suoi miliziani. Sotto istigazione di Stalin il POUM venne accusato di essere un movimento di traditori che "oggettivamente" favorivano i fascisti e i suoi membri perseguitati (Andreu Nin, il segretario, venne torturato e assassinato in carcere).
Parallelamente gli esperimenti di "comunismo libertario" e autogestito degli anarchici venivano scoraggiati o interrotti, anche se i dirigenti anarchici riuscirono per lo più a salvarsi dal terrore staliniano grazie alla loro forza politica. Il 17 maggio 1937 a Barcellona si ebbero addirittura violenti scontri armati tra POUM e CNT da una parte e combattenti inquadrati nelle organizzazioni del Partito Socialista Unificato della Catalogna, vicino al Partito Comunista di Spagna dall'altra. Questi fatti sono stati riportati tra gli altri da George Orwell, allora combattente in Spagna in Omaggio alla Catalogna e trasposti cinematograficamente da Ken Loach in Terra e Libertà.
Il movimento comunista si è impegnato anche nella Resistenza all'occupazione nazifascista, durante la seconda guerra mondiale. In Europa notevole fu l'impegno nella resistenza jugoslava, italiana, francese, greca, polacca, cecoslovacca e in Asia nella resistenza cinese, malese e filippina. Va ricordato che il Patto Molotov Ribbentrop prevedeva diverse forme di collaborazione fra i due stati ed inoltre implicava l'impegno dei diversi partiti comunisti ad un atteggiamento di neutralità, "guerra fra imperialisti" che venne modificato solo con l'aggressione della Germania all'Urss.

### URSS, Europa orientale e partiti comunisti dopo il 1945
Alla fine della seconda guerra mondiale il potere di Stalin e la sua ideologia si espansero nelle zone che l'Armata Rossa aveva liberato dal nazismo ed occupato.
Dove esisteva un movimento comunista di massa, come in Cecoslovacchia, le purghe eliminarono presto i dirigenti non in linea con l'URSS o non sufficientemente malleabili, mentre i partiti non comunisti, maggioritari, venivano sciolti o posti sotto controllo dei partiti comunisti filosovietici. Alla fine l'Europa orientale vide nascere una cintura di Stati satelliti saldamente controllati dall'URSS e con sistemi politico-sociali ricalcati sul modello sovietico.
La reazione dell'Occidente, che in quel momento voleva dire soprattutto Stati Uniti d'America, all'espansione dell'influenza dell'URSS portò ad un progressivo irrigidimento dei due grandi blocchi che si configurò nel periodo storico definito guerra fredda.
Dopo la morte di Stalin nel 1953 ci furono diverse rivolte nei paesi sotto la sfera di influenza dell'URSS, che chiedevano non la restaurazione del capitalismo, ma libertà di espressione e una gestione effettiva e diretta del potere politico da parte del lavoratori. Nel giugno del 1953 scoppiarono dei moti operai nella Germania Est, che furono repressi con la forza. Nel giugno del 1956 anche alcuni operai polacchi insorsero (rivolta di Poznań). La rivolta fu sedata dall'esercito polacco e venne nominato a capo del Partito Operaio Unificato Polacco (il partito di governo) il moderato Władysław Gomułka, più ben visto dalla popolazione rispetto al predecessore Edward Ochab, evitando così un'ennesima rivolta che avrebbe provocato l'intervento militare sovietico, che invece avvenne in Ungheria pochi mesi dopo. Qui l'insurrezione venne repressa con l'intervento dell'Armata Rossa, che arrivò alle porte di Budapest, e i suoi capi furono giustiziati.
I partiti dell'Europa occidentale, già membri del Comintern, seguirono acriticamente le posizioni dell'URSS in linea generale fino al 1968, la Primavera di Praga, quando per la prima volta qualcuno non si allineò alle scelte della dirigenza sovietica. Da quel momento in poi alcuni di questi partiti iniziarono ad allontanarsi sempre più dall'ideologia marxista-leninista fino a quando verso la fine degli anni settanta si spostarono su posizioni eurocomuniste, delle quali uno dei sostenitori più convinti fu Enrico Berlinguer.

### Fuori dall'Unione Sovietica
L'espansione dell'ideologia marxista-leninista andò oltre l'avanzata dell'Armata Rossa, raggiunse infatti la Repubblica Popolare Cinese, che sarebbe stata proclamata nel 1949 da Mao Zedong e l'Albania di Enver Hoxha che erano il frutto di una lotta civile e di una resistenza antifascista interne, a queste va aggiunta la Repubblica socialista federale di Jugoslavia presieduta dal Maresciallo Tito, nella quale l'Armata Rossa non si stabilì pur avendo partecipato alla lotta per la liberazione dell'occupazione nazista. I governi di questi paesi dopo un primo periodo di buoni rapporti dimostrarono che non avevano nessuna intenzione di sottomettersi passivamente ai dettami dell'URSS quindi in epoche differenti ruppero con l'URSS teorizzando anche una propria versione dell'ideologia marxista-leninista: maoismo, hoxhaismo (chiamato a volte enverismo) e il titoismo, metodologicamente non dissimili dallo stalinismo.
In Italia nel 1951 vi furono le clamorose dimissioni dal PCI dei deputati Aldo Cucchi e Valdo Magnani, eroi della resistenza al nazifascismo, iscritti al Partito Comunista Italiano clandestino dal 1936, che criticavano la pretesa dell'URSS di fungere da Stato guida e la totale mancanza di democrazia nella Unione Sovietica staliniana. Le dimissioni furono respinte e i due furono espulsi dal partito sotto l'accusa di "titoismo" e di "indegnità morale".

### Dopo la caduta del Muro di Berlino
Verso la fine del secolo XX lo stato di necessità economica e sociale in cui versava l'URSS spinsero i vertici del partito comunista sovietico ed in primis il Presidente Mihail Gorbačëv ad attuare una politica di rifondazione dello Stato e di apertura al mondo occidentale, definita al tempo Perestrojka. A partire da questo momento (1985) il cammino dell'URSS si farà sempre più aperto allentando la stretta sull'Europa orientale, sul rigore ideologico e sulla chiesa ortodossa.
Oggi alcuni Paesi (Cina, Corea del Nord, Laos, Vietnam, Cuba) continuano a essere governati da partiti ispirati all'ideologia marxista-leninista, costituendo però realtà assai diverse. Alcuni hanno introdotto, in misura più o meno ampia, forme di economia di mercato, le quali sono molto estese in Cina (Socialismo con caratteristiche cinesi), Laos e Vietnam (Economia di mercato orientata al socialismo), più limitate a Cuba, e anche certe libertà di pensiero e comunicazione, mantenendo però sempre un sistema politico a partito unico. Diversamente, la Corea del Nord è governata da un sistema politico collettivistico e quasi del tutto isolato dal mondo esterno, ma ha rinunciato al marxismo-leninismo in favore dell'ideologia Juche; conseguentemente, nel 2012 i ritratti di Karl Marx e Vladimir Lenin sono stati rimossi dalla facciata del Ministero del commercio estero situato a Pyongyang nella Piazza Kim Il-sung.

## Esperienze comunitarie
Da sempre in occidente e in oriente si sono verificati casi di creazione di comunità in cui non vi era proprietà personale ma solo collettiva. Si pensa semplicemente a esperienze cristiane come il monachesimo (anche in versione militare come nei templari). Anche i monaci buddhisti hanno adottato la stessa linea comunitaria.
Attualmente un piccolo numero di persone, provenienti soprattutto dalle regioni industrializzate, hanno scelto di uscire dalla società moderna e di vivere in comunità, piccole società alternative: il fenomeno vide il suo apice durante il boom della contro-cultura negli anni sessanta e all'inizio degli anni settanta, ma in misura ridotta dura tuttora. Queste persone sono spesso designate come nuovi bohemién o hippy e per quanto riguarda collettività organizzate per occupazioni abusive anche squatter.

## Critiche al comunismo
La dottrina della Chiesa cattolica, oltre ad opporsi all'impostazione materialista e intrinsecamente atea del comunismo, considerato il "male assoluto", si è costantemente pronunciata a favore della proprietà privata, come funzione sociale necessaria alla società e alla giustizia. La messa in comune della proprietà è proposta dalla Chiesa solo su base volontaria, fermo restando che la dottrina della destinazione universale dei beni limita l'uso della proprietà privata e impone ai proprietari di condividere i beni con i bisognosi. A tal proposito in ogni caso, il comunismo di stampo marxista mette in dubbio non tanto la proprietà individuale, quanto quella dei mezzi produttivi.
(Catechismo della Chiesa cattolica, III, sez. ii, cap. 2, art. 7, 2403)
Molti scrittori e attivisti politici si sono dimostrati critici nei confronti del comunismo e più frequentemente del socialismo reale: dissidenti del blocco sovietico Aleksandr Isaevič Solženicyn, Arthur Koestler e Václav Havel per quanto riguarda lo stato socialista; economisti Friedrich von Hayek, Ludwig von Mises e Milton Friedman teorici di una diversa e contrapposta economia; storici e sociologi Hannah Arendt, Robert Conquest, Daniel Pipes e Rudolph Joseph Rummel; filosofi come Karl Popper, sempre in riferimento alla componente marxista, per citarne alcuni.
Alcuni studiosi, tra questi Conquest, argomentano contro il comunismo marxista sottolineando la violazione dei diritti umani da parte dei regimi comunisti, particolarmente a opera di Stalin e Mao Zedong.
La maggior parte degli studiosi e dei politici contrari al comunismo tende a vedere le vittime e i reati causati dai regimi comunisti come conseguenze inevitabili dell'applicazione del marxismo, mentre pensatori e politici vicini al comunismo solitamente sostengono la mancanza di un rapporto tra gli ideali e quanto compiuto dai vari regimi a essi apparentemente ispirati. Ciò varrebbe in particolare per il regime staliniano in Unione Sovietica, visto come una degenerazione del marxismo.
Tra gli altri critici del comunismo, Vilfredo Pareto, nel suo Trattato di sociologia generale (1916), osserva come tale sistema, pur mirando a eliminare le élite, finisca per sostituirle con una nuova classe dominante composta da burocrati e leader di partito, perpetuando così le disuguaglianze di potere. La sua teoria della "circolazione delle élite" sottolinea che il potere, lungi dall'essere abolito, viene trasferito ciclicamente da un gruppo all'altro; i rivoluzionari che abbattono la classe borghese diventano essi stessi la nuova élite dominante. Inoltre, Pareto ritiene che l'uguaglianza assoluta, uno degli ideali fondanti del comunismo, sia irrealizzabile, poiché le società sono naturalmente stratificate in virtù delle differenze nelle capacità e nelle ambizioni degli individui. Pareto analizza anche il ruolo della burocrazia nei regimi comunisti, descrivendola come una nuova classe dominante che consolida il proprio potere attraverso il controllo delle risorse economiche e dei mezzi di propaganda. Infine, egli sottolinea come l'assenza di incentivi individuali, caratteristica dei sistemi comunisti, conduca a stagnazione economica, rafforzando ulteriormente il potere dell'élite burocratica.
Esistono anche critiche alle teorie economiche sviluppate da Marx e dai marxisti. Hayek, tra gli altri, sostiene che il possesso collettivo dei mezzi di produzione può essere mantenuto solo attraverso un'autorità centrale di qualche tipo, che tende, a causa dell'enorme potere del quale è investita, a diventare totalitaria, violando le libertà civili e politiche quindi eliminando tutti gli oppositori politici. L'economista sostiene inoltre che libertà e diritti possano essere conservati solamente attraverso la salvaguardia della proprietà privata e dell'economia di mercato ossia due libertà essenziali per la teoria liberale e liberista.
Secondo uno studio pubblicato dalla Royal Society, il comunismo, applicato in senso lato in ogni sua variazione, tende a rendere le nazioni coinvolte significativamente più povere, meno sane e vivibili anche dopo decenni dalla fine delle proprie politiche socialiste.